# Slatina (okres Znojmo)
Obec Slatina (německy Latein) se nachází v okrese Znojmo v Jihomoravském kraji. Žije zde 235 obyvatel.
Sousedními obcemi sídla jsou Biskupice-Pulkov, Rozkoš, Běhařovice, Černín, Střelice a Újezd.

## Historie
První písemná zmínka o obci pochází z roku 1287. V okolí se počátkem 19. století kopala železná ruda. Horníci bydleli v kolonii Františkov, která je součástí Újezda. V letech 2006–2010 působila jako starostka Magdaléna Votavová, od voleb 2010 tuto funkci vykonával Lubomír Mandát. V roce 2018 byl starostou zvolen Kamil Ludvík.

## Pamětihodnosti
- Kaple Nejsvětější Trojice z roku 1857
- Zámek Slatina, pozdně renesanční patrový zámeček z roku 1602 se zbytkem arkád
- Tvrziště v obci

## Rodáci a osobnosti
- Milada Horáková (1935–2019), geoložka
- Josefa Blažena Vorlová (1874–1957), zakladatelka sirotčince v Biskupicích
- Silvestr Kulhánek (1880-1952), infulovaný prelát, kanovník brněnské kapituly, kancléř biskupství v Brně